# Aeroporto de Grand-Case Espérance
O Aeroporto de Grand-Case Espérance (em francês: Aérodrome de Grand-Case Espérance) (IATA: SFG, ICAO: TFFG) é um aeroporto localizado em Grand-Case no lado francês da Ilha de São Martinho, no Caribe, é o segundo aeroporto da ilha, o outro é o principal Aeroporto Internacional Princesa Juliana que fica no lado neerlandês da ilha.